# Lampoterma viride
Lampoterma viride är en stekelart som först beskrevs av Thomson 1876.  Lampoterma viride ingår i släktet Lampoterma och familjen puppglanssteklar. Arten är reproducerande i Sverige. Inga underarter finns listade i Catalogue of Life.